# Migueli
Miguel Bernardo Bianquetti (Ceuta, 19 de dezembro de 1951), mais conhecido como Migueli, é um ex-futebolista espanhol que atuava como zagueiro.

## Carreira
Multicampeão pelo Barcelona, além de ser o 7º jogador com mais partidas disputadas pelo clube, Migueli fez parte da Seleção Espanhola que disputou a Copa do Mundo FIFA de 1978 e a Euro de 1980.

## Títulos
Barcelona
- La Liga: 1973–74 e 1984–85
- Copa do Rei: 1977–78, 1980–81, 1982–83 e 1987–88
- Taça dos Clubes Vencedores de Taças: 1978–79 e 1981–82
- Copa da Liga Espanhola: 1982–83 e 1985–86
- Supercopa da Espanha: 1983